# L2A3
 (mai 2020).

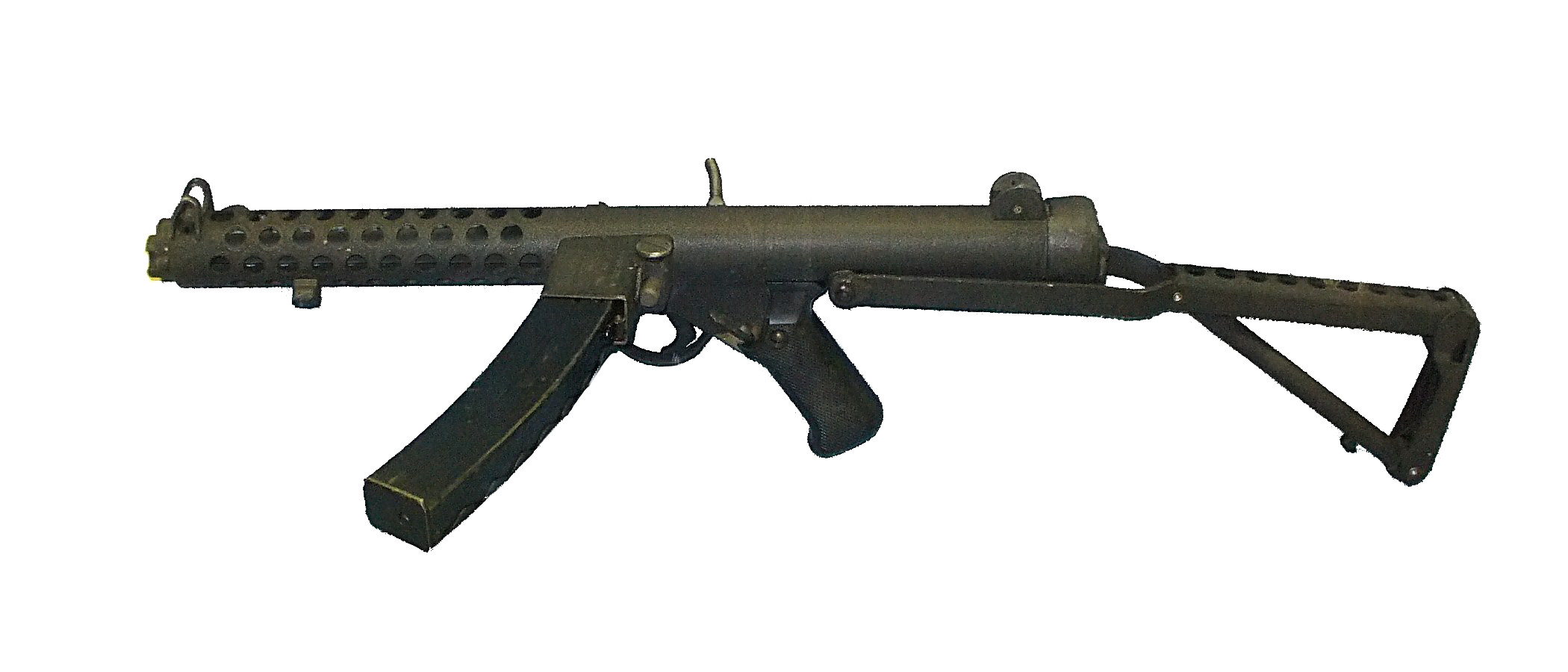
Le pistolet-mitrailleur Sterling avec sa crosse dépliée

Le pistolet-mitrailleur Sterling est un pistolet-mitrailleur britannique breveté sous sa forme initiale en 1942 par George W. Patchett. Sa version la plus courante, le L2A3, est adoptée en 1956 par l’Armée britannique en remplacement de la Sten.

## Technique
Ce pistolet-mitrailleur est fabriqué entièrement en acier (canon et mécanisme) et en tôle emboutie. Il possède une crosse repliable (par le dessous), une poignée pistolet et un manchon perforé. Il fonctionne avec une culasse non calée à masse percutante. La hausse et le guidon sont protégés. Le chargeur légèrement courbe est introduit horizontalement à gauche.

## Variantes

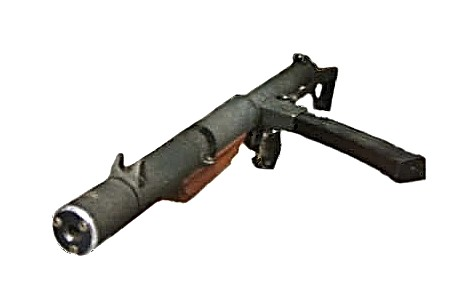
La Version « silencieuse » du L2A3 : le L34A1 du Special Air Service.

- Patchett Mk 1 : modèle de 1944. Chargeur droit du Lanchester ou de la Sten.
- L2A 1 : Modèle original adoptée en 1953. Appellation commerciale Sterling Mk 2.
- L2A2 : version améliorée construite de 1955 à 1956. Appellation commerciale Sterling Mk 3.
- L2A3 : modèle définitif. Fabrication de 1956 à 1988. Appellation commerciale Sterling Mk 4.
- Sterling Mk 5 Police Carbine : carabine semi-automatique issue du L2A3. La Sterling Mk 5 Police Carbine ne tire pas en rafales et fut distribuée aux planteurs britanniques lors de la révolte des Mau Mau).
- SMG C 1 : variante canadienne légèrement modifiée. Produit de 1957 à 1959 (30 000 PM C1) par Canadian Arsenal Limited. Dénommée primitivement L2A4.
- SMG Carbine 1A1 ou SAF : modèle réglementaire britannique L2A3 construit sous licence par les Arsenaux militaires indiens (usine de Kanpur) à plus d’1 000 000 d’exemplaires. Le SAF servit notamment lors des deuxième (1965) et troisième guerre indo-pakistanaise (1971) ainsi qu'à l'assassinat d'Indira Gandhi (31 octobre 1984).
- L34A1 : Version pour opérations spéciales avec modérateur de son intégral. Utilisation limitée par quelques unités commandos dont le Special Air Service. Remplacée actuellement par le H&K MP5SD.
- SMG Carbine 2A1 : modèle réglementaire britannique L34A1 construit sous licence par les Arsenaux militaires indiens (usine de Kanpur) pour équiper les Forces spéciales de l'Armée indienne.
- Sterling Mk 6 Carbine : carabine semi-automatique réservée au marché US avec un canon de 41 cm. Tire à culasse fermée
- Sterling Mk 7A3/ A8 : Minis PM sans crosse.
- Sterling Mk 7C3/C8 : Maxis PA.
- CETME C4 : copie espagnole légèrement simplifiée.

## Production et utilisation

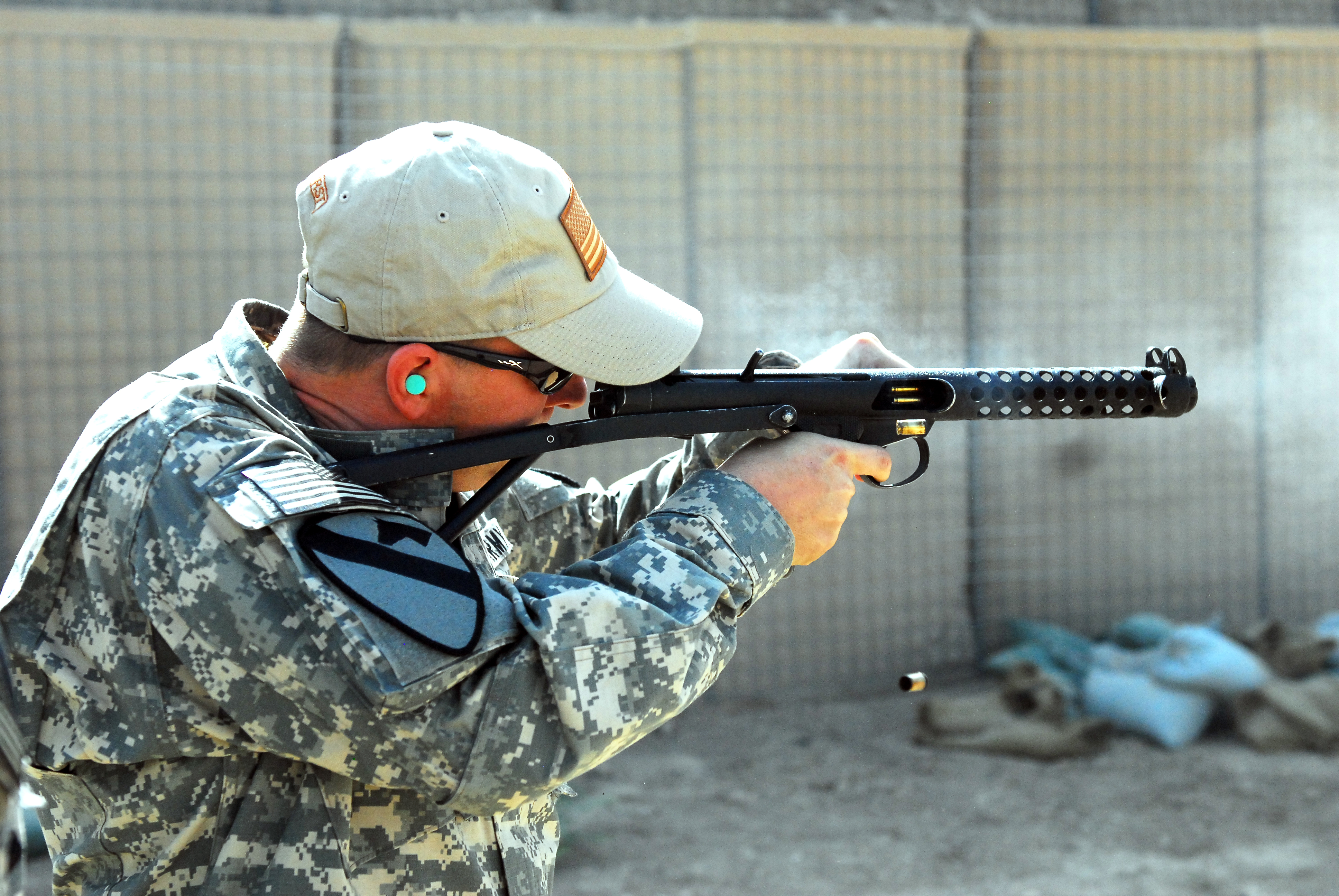
Un GI tirant avec un PM Sterling pris sur les Irakiens lors de la Seconde Guerre du Golfe.

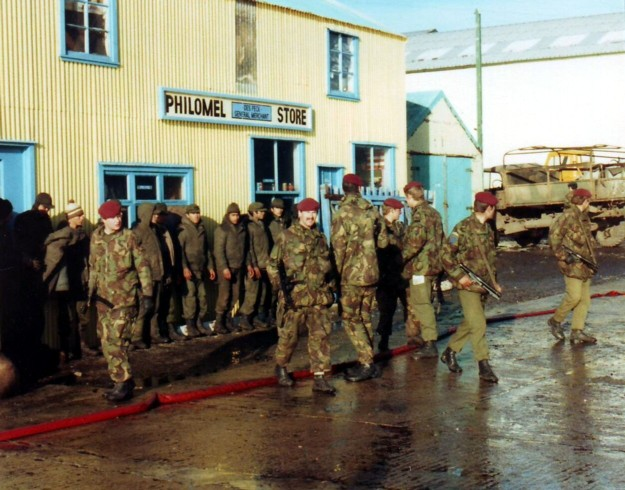
Paras britanniques armés de Sterling gardant des soldats argentins durant la guerre des Malouines en juin 1982.

Le Patchett a été construit à 400 exemplaires et utilisé au combat aux Pays-Bas en 1944. Les usines de la Sterling Armament Company ont produit peu de L2A 1 (6 600 armes) et L2A2 (4 400 armes) qui n’ont connu aucune guerre. Le Sterling Mk 5 a 400 000 L2A3 ont été fabriquées par sa firme d’origine et l’Arsenal de Fazakerley. Cette arme a été depuis adoptée par plus de 70 pays (armée et/ou police) dont la plupart appartiennent au Commonwealth. Parmi ceux-ci figurent :
- Argentine
- Bahreïn
- Bangladesh
- Barbade
- Belize
- Botswana
- Brunei
- Canada Fabrication sous licence
- Chypre
- Espagne
- Gabon
- Gambie
- Ghana
- Royaume-Uni
- Guyana
- Inde Fabrication sous licence, en service en 2020
- Irak
- Jamaïque
- Kenya
- Liban
- Libye
- Malawi
- Malaisie
- Malte
- Birmanie
- Népal
- Nigeria
- Oman
- Pakistan
- Papouasie-Nouvelle-Guinée
- Ouganda
- Philippines
- Portugal
- Qatar
- Sierra Leone
- Somalie
- Soudan
- Sri Lanka
- Soudan du Sud
- Eswatini
- Tanzanie
- Trinité-et-Tobago
- Zambie
- Zimbabwe

L’Armée britannique l’a ainsi utilisée en Malaisie (1948-1960), lors de la crise de Suez (1956), la guerre des Malouines (1982) où la marine argentine utilisa des Sterling Mk 5, la guerre du Golfe (1990-1991) et ne l’a retirée du service qu’en 1994. La RUC en possédait dans les premières années du conflit nord-irlandais. Les Sterling Mk4 et MK 5 ont vu de nombreux coups d’État et conflits armés notamment la guerre du Bush de Rhodésie du Sud (en service dans la BSAP), la guerre civile sri-lankaise, la guerre du Liban (en service dans l'Armée libanaise aux côtés du MAT 49 en 1975) .

## Le Sterling dans la culture populaire
Il servit aussi de base pour créer l'arme des stormtroopers dans la première trilogie de Star Wars, le blaster E11.
Peu utilisée de nos jours, cette arme reste une référence dans le milieu de l'armement, on peut notamment en apercevoir une dans le court-métrage Les Mathématiques du Roi Heenok. On y voit Roi Heenok faire une démonstration de ce modèle, l'utilisant dans le but de « Péter leurs chevilles t'entends ?! ».
Cette arme est aussi utilisée sous sa forme canadienne dans Tom Clancy's Rainbow Six Siege par l'agent Frost.
Dans le clip vidéo 2 Minutes To Midnight du groupe britannique de heavy metal, Iron Maiden, l'arme est employée par les commandos lors de la fusillade à la fin de la chanson.
Le Sterling est l'arme de base du commando loufoque néo-zélandais « The Boys 1st S.A.S. » dans la comédie horrifique Bad Taste (lauréat du Grand Prix 1989 du Festival du film fantastique d'Avoriaz), premier film du réalisateur Peter Jackson (qui réalisera et produira l'adaptation de la trilogie à succès Le Seigneur des anneaux dans les années 2000).

## Données techniques

### Patchett Mk 1
- Munition : 9 mm Parabellum
- Masse à vide : 2,8 kg
- Longueur minimale/maximale : 481 / 686 mm
- Canon : 196 mm
- Cadence de tir : 550 coups par minute
- Chargeurs : 32 coups du STEN  (le modèle à 50 coups du Lanchester Mk 1 étant utilisable)

### L2A3
- Munition : 9 mm Parabellum/NATO
- Masse à vide : 2,7 kg (2,9 kg pour le PM C1 canadien)
- Longueur minimale/maximale : 481 / 686 mm
- Canon : 196 mm
- Cadence de tir : 550 coups par minute
- Chargeurs : 10/20/34 coups (30 coups pour le PM C1 canadien)

### L34A1
- Munition : 9 mm Parabellum/NATO
- Masse à vide : 3,6 kg
- Longueur minimale/maximale : 660 / 864 mm
- Canon : 196 mm
- Cadence de tir : 550 coups par minute
- Chargeurs : 10/20/34 coups